# Il fascistibile
Il fascistibile è un romanzo del 1973 di Giulio Castelli.

## Trama
Luca Visentin, giovane romano, dopo essere stato ferito durante una rapina inizia una trasformazione psicologica.

## Personaggi
- Luca Visentin, giovane romano
- Deila, ragazza di Luca
- Weber, ex-pugile, gestore di una palestra che Luca frequenta
- Barbara, amante di Luca, altoborghese, ha un marito regista probabilmente bisessuale
- Diana, figlia che Weber scopre di avere, fotomodella
- Natalia, amica di Diana, femminista militante
- Abele, fotografo, omosessuale

## Struttura e stile
Il romanzo è diviso in tre parti, ciascuna divisa in capitoli non numerati né titolati.
L'autore racconta la vicenda per lo più attraverso i pensieri di Luca.

## Edizioni
- Bompiani, 1973, 205 pagine.